# SK Slavia Praha (női csapat)
A Slavia Praha női labdarúgócsapatát 1969-ben hozták létre. A cseh élvonal tagja.

## Klubtörténet
A Slavia 1966-ban egy országos női labdarúgó tornára csapatot nevezett és a kézilabdázókból álló csapat kupagyőztesként abszolválta a viadalt. A sikeren felbuzdúlva egy évvel később hivatalossá tették a női szakosztály működését, akik 1969-ig hazai és nemzetközi megmérettetéseken vettek részt, ráadásul legyőzőre sem akadtak ez időszak alatt.
Az 1969–70-ben megrendezett, első ízben kiírt csehszlovák bajnokságban is folytatták győzelmi szériájukat és elsőként fejezték be a küzdelmeket. A klub története során 11 csehszlovák bajnoki címet szerzett és a szétválás után az 1993-ban indított cseh élvonalban is meghatározó szerepet vállal.

### UEFA Bajnokok Ligája
| Szezon  | Forduló                      | Csapat                | Otthon | Idegenben | Össz.     |
| ------- | ---------------------------- | --------------------- | ------ | --------- | --------- |
| 2003–04 | Selejtező csoport 2. forduló | CFF Clujana           |        |           | 2–0       |
| 2003–04 | Selejtező csoport 2. forduló | Newtownabbey Strikers |        |           | 3–0       |
| 2003–04 | Selejtező csoport 2. forduló | Umeå IK               |        |           | 1–2       |
| 2004–05 | Selejtező csoport 1. forduló | Žiar nad Hronom       |        |           | 4–0       |
| 2004–05 | Selejtező csoport 1. forduló | Super Sport Szófia    |        |           | 3–0       |
| 2004–05 | Selejtező csoport 1. forduló | Alma KTZh             |        |           | 1–2       |
| 2014–15 | Legjobb 32                   | Barcelona             | 0–1    | 0–3       | 0–4       |
| 2015–16 | Legjobb 32                   | Brøndby IF            | 4–1    | 0–1       | 4–2       |
| 2015–16 | Legjobb 16                   | Zvezda Perm           | 2–1    | 0–0       | 2–1       |
| 2015–16 | Negyeddöntő                  | Olympique Lyon        | 0–0    | 1–9       | 1–9       |
| 2016–17 | Legjobb 32                   | Apóllon Lemeszú       | 3–2    | 1–1       | 4–3       |
| 2016–17 | Legjobb 16                   | FC Rosengård          | 1–3    | 0–3       | 1–6       |
| 2017–18 | Legjobb 32                   | PAÓK Szaloniki        | 3–0    | 5–0       | 8–0       |
| 2017–18 | Legjobb 16                   | Stjarnan              | 0–0    | 2–1       | 2–1       |
| 2017–18 | Negyeddöntő                  | VfL Wolfsburg         | 1–1    | 0–5       | 1–6       |
| 2018–19 | Selejtező csoport 1. forduló | Ataşehir Belediyespor |        |           | 7–2       |
| 2018–19 | Selejtező csoport 1. forduló | KFF Mitrovica         |        |           | 4–0       |
| 2018–19 | Selejtező csoport 1. forduló | MTK Hungária          |        |           | 4–1       |
| 2018–19 | Legjobb 32                   | Gintra Universitetas  | 4–0    | 3–0       | 7–0       |
| 2018–19 | Legjobb 16                   | FC Rosengård          | 0–0    | 3–2       | 3–2       |
| 2018–19 | Negyeddöntő                  | Bayern München        | 1–1    | 1–5       | 2–6       |
| 2019–20 | Legjobb 32                   | Hibernian             | 5–1    | 4–1       | 9–2       |
| 2019–20 | Legjobb 16                   | Arsenal               | 2–5    | 0–8       | 2–13      |
| 2020–21 | Legjobb 32                   | Fiorentina            | 0–1    | 2–2       | 2–3       |
| 2021–22 | Legjobb 32                   | Arsenal               | 0–4    | 0–3       | 0–7       |
| 2022–23 | 2. forduló                   | Valur Reykjavík       | 0–0    | 0–1       | 0–1       |
| 2022–23 | Csoportkör                   | VfL Wolfsburg         | 0–2    | 0–0       | B csoport |
| 2022–23 | Csoportkör                   | Roma                  | 0–3    | 0–1       | B csoport |
| 2022–23 | Csoportkör                   | St. Pölten            | 0–1    | 1–1       | B csoport |

## Sikerlista
- Bajnok (10): 2003, 2004, 2014, 2015, 2016, 2017, 2020, 2022, 2023, 2024
- Kupagyőztes (3): 2014, 2016, 2022
- Csehszlovák bajnok (11): 1970, 1971, 1972, 1974, 1975, 1979, 1983, 1987, 1988, 1992, 1993

## Játékoskeret
2023. április 30-tól
| #  |     | Poszt | Név                |
| -- | --- | ----- | ------------------ |
| 1  | CZE | K     | Olivie Lukášová    |
| 24 | CZE | K     | Barbora Sladká     |
| 26 | CZE | K     | Tereza Fuchsová    |
| 6  | CZE | V     | Michaela Khýrová   |
| 7  | CZE | V     | Simona Necidová    |
| 14 | CZE | V     | Lucie Bendová      |
| 17 | CZE | V     | Gabriela Šlajsová  |
| 20 | SVK | V     | Diana Bartovičová  |
| 77 | JAM | V     | Alika Keene        |
| 4  | CZE | KP    | Denisa Tenkrátová  |
| 8  | CZE | KP    | Kristýna Růžičková |
| 10 | SVK | KP    | Martina Šurnovská  |
| 12 | CZE | KP    | Denisa Veselá      |

| #  |     | Poszt | Név                 |
| -- | --- | ----- | ------------------- |
| 15 | USA | KP    | Haleigh Stackpole   |
| 18 | CZE | KP    | Albina Goretkiová   |
| 19 | CZE | KP    | Petra Divišová      |
| 21 | CZE | KP    | Kateřina Vithová    |
| 22 | CZE | CS    | Lucie Kroupová      |
| 25 | CZE | KP    | Tereza Krejčiříková |
| 28 | SVK | CS    | Tamara Morávková    |
| 9  | KEN | CS    | Marjolen Wafula     |
| 11 | CZE | CS    | Franny Černá        |
| 16 | CZE | CS    | Tereza Szewieczková |
| 27 | CZE | CS    | Tereza Kožárová     |
| 30 | USA | CS    | Channing Foster     |

## Korábbi híres játékosok
| - Eva Bartoňová - Pavla Benýrová - Andrea Budošová - Klára Cahynová - Jitka Chlastáková - Gabriela Chlumecká - Aneta Dědinová - Kamila Dubcová - Michaela Dubcová - Eva Haniaková | - Kateřina Hejlová - Andrea Jarchovská - Mária Korenčiová - Jana Králová - Marcela Krůzová - Iva Mocová - Pavlína Nepokojová - Adéla Odehnalová - Blanka Pěničková - Veronika Pincová | - Kateřina Svitková - Petra Taušová - Lucie Voňková - Barbora Votíková - Melisa Hasanbegović - María José Rojas - Deneisha Blackwood - Kylla Sjoman - Mia Persson - Chirine Lamti |